# Авіаудар по лікарні в Маріуполі
9 березня 2022 року російські окупаційні війська здійснили авіаудар по лікарні Маріуполя. Обстрілами зруйновано пологовий будинок № 3.
Росіяни повністю знищили пологовий будинок № 3 та частково лікарню (дитяче відділення і терапію) у центрі Маріуполя Донецької області. Окупантів не зупинило навіть, що вони гатили туди, де було багато мам з дітьми.
Унаслідок авіаудару 17 людей постраждало, а троє померло. Одна з породіль, яка потрапила під бомбардування лікарні в Маріуполі, померла разом із дитинкою. Жінку терміново доправили до іншої лікарні, де медики намагалися врятувати життя її та немовляти. За словами місцевого хірурга Тимура Маріна, у пацієнтки був розтрощений таз та відірване стегно. Усвідомлюючи, що втрачає дитину, жінка кричала «Убийте мене зараз», розповіли медики. Вони провели кесарів розтин, проте дитина «не подавала ознак життя». «Понад 30 хвилин реанімації матері не дали результату», — також зазначив лікар. Вказується, що у хаосі авіаудару медики не встигли зафіксувати ім'я жінки, до того, як її тіло забрав чоловік і батько.
Російські чиновники натомість заявляли, що обстріляний пологовий будинок у Маріуполі нібито був захоплений українськими «екстремістами», а усередині не було пацієнтів та медиків. Тим часом західні журналісти задокументували напад і повідомили, що бачили принаймні кількох закривавлених вагітних матерів, які тікали від вибуху. Журналісти змогли зустріти жертв нападу згодом в іншій лікарні. Одна з них внаслідок атаки втратила кілька пальців на ногах.
Станом на 14 квітня 2022 року Маріуполь досі лишається оточеним російськими військами, а його мешканці — без продовольства, води, електроенергії та тепла. За даними міської влади, з початку вторгнення у місті загинули понад 2100 мирних жителів. Війська Росії цілеспрямовано та безжально продовжують знищувати мирне населення Маріуполя.
Президент України В. Зеленський, а також представник ЄС з питань безпеки Жозеп Боррель назвали дії росіян військовим злочином. Обурення висловили прем'єр-міністр Великої Британії Борис Джонсон, прессекретарка Білого дому Джен Псакі, та інші європейські політики.

## Наслідки
28 березня 2023 року стало відомо що наказ про бомбардування Драмтеатру, пологового будинку та дитячої лікарні в Маріуполі віддавав російський військовий злочинець, полковник Сергій Атрощенко.